# Hrvatsko geografsko društvo
Hrvatsko geografsko društvo je strukovna udruga osnovana 1897. godine radi promicanja geografije kao struke, nastavnog predmeta i znanosti u Republici Hrvatskoj. Hrvatsko geografsko društvo potiče suradnju između pojedinca, udruga, institucija i stvara mjesto geografiji u svakodnevnu životu.

## Povijest
Hrvatsko geografsko društvo ima dugu tradiciju. Godine 1883. osnovana je prva službena geografska institucija, Katedra za geografiju. Time je stvoren temelj ne samo za visokoškolsko obrazovanje kadrova na hrvatskom jeziku i u vlastitoj zemlji, već i za znanstveni rad na području geografije u Hrvatskoj. Osnivač katedre dr. Petar Matković postao je i prvim sveučilišnim profesorom geografije u Hrvatskoj. Osim poticanja domaćih stručnjaka na pisanje udžbenika i znanstvenih radova iz geografije na hrvatskom jeziku, prof. Matković zaslužan je za uređivanje prvog hrvatskog geografskog atlasa, za ustroj statističke službe u Hrvatskoj (danas Državni zavod za statistiku) i naposljetku, 1897. godine, za osnivanje Geografskog društva u Zagrebu, najstarijeg te vrste na jugoistoku Europe. Ta je godina i prihvaćena kao početak djelovanja geografskog društva u Hrvatskoj, odnosno današnjeg Hrvatskog geografskog društva.

### Djelovanje društva do II. svjetskog rata
Zbog težeg samostalnog djelovanja tada još razmjerno malog broja visokoškolovanih geografa ovo se društvo kao zasebna sekcija 1899. godine priključuje već afirmiranom Hrvatskom naravoslovnom društvu (današnje slavno Hrvatsko prirodoslovno društvo) unutar kojeg postaje jednom od najagilnijih sekcija. Do I. svjetskog rata geografska bibliografija domaćih autora narasla je već na stotinjak naslova, a prevlast su imali radovi iz prirodne geografije. Ipak nakon I. svjetskog rata djelovanje društva je zamrlo. 
Djelovanje obnavlja sveučilišni prof. dr. Artur Gavazzi 1929. godine, kada je okupio domaće geografe na obnovi Geografskog društva u Zagrebu. S obnovom društva prof. dr. Gavazzi pokrenuo je izlaženje Hrvatskog geografskog glasnika. U razdoblju od 1929. do 1939. godine tiskano je 10 brojeva tog časopisa s više od 70 radova u iznimno teškim uvjetima. 

### Djelovanje nakon II. svjetskog rata
Godine 1947. je tadašnji Geografski zavod priključen novoosnovanom Prirodoslovno-matematičkom fakultetu. Tim je činom geografija uključena u prirodoslovnu zajednicu, gdje je i danas. Zalaganjem prof. dr. Josipa Roglića i prof. dr. Ive Rubića 1947. godine obnovljeno je strukovno društvo pod nazivom Geografsko društvo Zagreb. Od te godine geografska strukovna udruga djeluje neprekidno do danas. Zbog umnožavanja aktivnosti geografa i širenjem njihove djelatnosti u sve dijelove Hrvatske, 1950. godine Geografsko društvo Zagreb mijenja naziv u Geografsko društvo Hrvatske. S obzirom na sve razgranatije djelovanje geografa u Hrvatskoj društvo se 1982. godine preustrojilo u Savez geografskih društava Hrvatske. Godine 1991. u tada već samostalnoj domovini, društvo je preustrojeno u jedinstveno strukovno udruženje Hrvatsko geografsko društvo. Ono je zadržalo i njegovalo rad po ograncima. Godine 1998. Hrvatsko geografsko društvo preregistrirano je i djeluje kao savez geografskih društava.

## Ustroj Hrvatskog geografskog društva
Hrvatsko geografsko društvo čine sljedeća tijela udruge:
- Skupština je najviše tijelo, a čine je svi članovi udruge. Skupština može biti redovna (jednom godišnje), izborna (jednom u dvije godine) i izvanredna (po potrebi).
- Upravni odbor čini 10-15 pojedinačnih članova koje bira Skupština. Upravni odbor iz reda svojih članova bira i imenuje predsjednika, dopredsjednika, tajnika i blagajnika, bira i imenuje članove Nacionalnog komiteta. Mandat upravnog odbora traje dvije godine.
- Predsjedništvo Udruge čine predsjednik, dopredsjednik, tajnik i blagajnik. Udrugu zastupa predsjednik.
- Nadzorni odbor Udruge prati i nadzire rad tijela utvrđenih Statutom. Nadzorni odbor ima tri člana, čiji je mandat dvije godine.
- Nacionalni komitet je tijelo koje brine o ostvarivanju međunarodne suradnje i članstva Udruge u Međunarodnoj geografskoj uniji. Ima četiri člana, a mandat im je dvije godine.

## Časopisi Hrvatskog geografskog društva
Društvo trenutno ima istaknutu nakladničku djelatnost te je Geografski glasnik obnovljen 1950. kao sv. XI-XII. Godine 1997. tiskan je 58. svezak. U glasniku je objavljeno preko 300 znanstvenih radova. Osim toga od 1955. godine izlazi Geografski horizont, stručno-metodički časopis namijenjen prvenstveno srednjoškolskom obrazovanju. Objavljen je i niz posebnih izdanja. Hrvatsko geografsko društvo Zadar i Odsjek za geografiju FF u Zadru pokrenuli su zajedničko glasilo 1996. godine pod naslovom Geoadria.

## Ostala djelovanja Hrvatskog geografskog društva

### Susreti i natjecanja
Društvo u suradnji s Ministarstvom prosvjete i sporta organizira ljetne (terenski izlasci) i zimske (stručno usavršavanje) seminare za osnovnoškolske i srednjoškolske nastavnike. Svake godine Hrvatsko geografsko društvo, također u suradnji s Ministarstvom prosvjete i sporta, organizira Susrete i natjecanja u geografiji učenika osnovnih i srednjih škola Republike Hrvatske, popularno znanih kao susreti i natjecanja mladih geografa.  

### Geografski ponedjeljak
Osim toga na Geografskom odsjeku u Zagrebu se tijekom nastavne godine redovito organizira tribina Geografski ponedjeljak na kojoj se mogu čuti znanstvena, stručna istručno-popularna predavanja iz geografije, ali i srodnih disciplina. Od 1947. godine do danas održan je impozantan broj od preko 800 predavanja. 

### Sekcija e-škola mladih znanstvenika
Od kraja 1997. godine u sklopu Hrvatskog geografskog društva djeluje i Sekcija e-škola mladih znanstvenika. Tijekom proteklih godina sekcija je ostvarila plodan i uspješan rad, a tako nastavlja i danas.

## Više informacija
- Geografija
- Popis geografskih tema
- Geografski popis popisa
- Geografski časopisi

## Vanjske poveznice
- Hrvatsko geografsko društvo
- Geografija.hr - edukativni internet projekt Hrvatskog geografskog društva